# 2027-es női labdarúgó-világbajnokság
A 2027-es női labdarúgó-világbajnokság lesz a tizedik női labdarúgó-világbajnokság, melyet Brazíliában rendeznek, miután a Nemzetközi Labdarúgó Szövetség (FIFA) 2024. május 17-én dönt arról bangkoki ülésén a brazil pályázat több szavazatot kapott, mint a belga-holland-német közös pályázat. A címvédő a spanyol válogatott, amely 2023-ban 1–0-ra verte a döntőben az angol válogatottat.

## Pályázatok
A FIFA 2023 márciusában fedte fel, hogy melyik pályázatokat vizsgálják:
- Belgium,  Németország és  Hollandia
- Brazília
- Mexikó és  Amerikai Egyesült Államok
- Dél-afrikai Köztársaság

A hivatalos rendezőt a FIFA 2024 májusában dönti el.